# Machine
«Machine» es una canción de género electrónica-dubstep de la boy band surcoreana EXO, interpretada por los subgrupos EXO-K y EXO-M. La canción fue lanzada el 9 de abril de 2012 en coreano y mandarín por S.M. Entertainment. Fue incluida en el primer EP del grupo titulado MAMA.

## Producción
El género de la canción es de electrónica-R&B-hip hop con piezas de rap y dubstep, que está compuesta y arreglada por los productores de música Albi Albertsson y Timo Kaukolampi, ambos haciendo su debut en la industria de la música K-pop. Albi Albertsson también compuso la canción, «Two Moons» del mismo álbum. El compositor de la S.M., Misfit, escribió la letra de la versión coreana de «Machine». Él también ayudó al compositor chino Zhou Weijie para escribir la letra a la versión china.

## Teaser
El instrumental de «Machine» fue utilizado como música de fondo para uno de los teaser del estreno de EXO, que incluía un baile del miembro Kai. El vídeo fue lanzado en el canal oficial Youtube de la discográfica el 3 de enero de 2012.

## Recepción crítica
«Machine» obtuvo críticas mixtas. El sitio de noticias popular de K-pop, Allkpop, se dio cuenta de que la música tenía el mismo ambiente que se utiliza como las canciones «Lucifer» y «Sherlock» de SHINee. El sitio también señaló que el concepto de «Machine» va bien con el aspecto de ciencia ficción de EXO. Otro sitio de noticias de K-pop, Seoulbeats.com, señaló que los primeros segundos de «Machine» era un poco confuso y que la banda no ofrece algo «épico» para su álbum debut. El crítico McRoth alabó la canción y la calificó como una «canción de pop en su mejor momento.»

## Gráficos
| Gráfico (2012)                    | Mejor posición |
| --------------------------------- | -------------- |
| China (Baidu New Singles Top 100) | —              |
| China (Baidu Singles Top 500)     | —              |
| China (Sina New Singles Chart)    | 41             |
| China (Sina Hot Singles Chart)    | —              |